# Tu te reconnaîtras
Tu te reconnaîtras (рус. Ты узнаешь себя) — победная песня конкурса Евровидение-1973, исполненная французской певицей Анной-Марией Давид, представлявшей Люксембург. Один из редких случаев на конкурсе, когда победила страна, являющаяся действующим победителем конкурса: Анне-Марии Давид удалось повторить прошлогодний успех Вики Леандрос, которая также представляла Люксембург с песней Après toi.

## На Евровидении
C песней «Tu te reconnaîtras» Анна-Мария Давид одержала победу на Евровидении-1973, набрав 129 баллов и обойдя фаворитов: испанскую группу «Mocedades» с песней Eres Tú, ставшей позднее международным хитом, и британского певца Клиффа Ричарда, исполнившего песню Power to All Our Friends. Анна-Мария Давид уверенно исполнила песню и продемонстрировала свой сильный вокал, но оваций не удостоилась, так как зрителям запрещено было вставать со своих мест. Такие меры предосторожности были связаны с первым участием Израиля на конкурсе. После теракта на мюнхенской Олимпиаде организаторы усилили меры безопасности для участницы из Израиля, поэтому, по рассказам комментаторов, зрителям в зале советовали аплодировать сидя, чтобы не попасть под пулю охраны.
После победы на конкурсе Анна-Мария Давид решила попытать счастья ещё раз и выступила с песней «Je suis l’enfant soleil» на Конкурсе песни Евровидение 1979, где заняла третье место.

### Баллы, полученные Люксембургом
|            | Флаг Финляндии | Флаг Бельгии | Флаг Португалии | Флаг Германии | Флаг Норвегии | Флаг Монако | Флаг Испании | Флаг Швейцарии | Флаг Югославии (1945—1991) | Флаг Италии | Флаг Швеции | Флаг Нидерландов | Флаг Ирландии | Флаг Великобритании | Флаг Франции | Флаг Израиля | Всего |
| Люксембург | 6              | 6            | 8               | 7             | 8             | 7           | 6            | 10             | 9                          | 9           | 8           | 9                | 8             | 10                  | 10           | 8            | 129   |

Система голосования на конкурсе была следующая: от каждой страны было двое членов жюри, один из которых старше 25 лет, другой — младше. Каждый из них оценивал песню по 5-балльной системе. В сумме Люксембург получил по 10 баллов от Швейцарии, Великобритании и Франции.

## Версии на других языках
Анна-Мария Давид записала свою победную песню на пяти языках:
- Французская версия: «Tu te reconnaîtras» (рус. Ты узнаешь себя).
- Немецкая версия: «Du bist da» (рус. Вы находитесь здесь).
- Английская версия: «Wonderful Dream» (рус. Чудесная мечта).
- Испанская версия: «Te reconocerás» (рус. Мы узнаем).
- Две итальянские версии: «Il letto del re» (рус. Кровать короля) и «Non si vive di paura» (рус. Вы не можете жить в страхе).

Также в 1974 году турецкий поп-исполнительница Нилюфер Йумлю записала версию песни на турецком языке под названием «Göreceksin Kendini» (рус. Вы узнаете себя).

## Позиции в чартах
| Чарт           | Место |
| -------------- | ----- |
| Бельгия        | 4     |
| Великобритания | 13    |
| Нидерланды     | 2     |
| Норвегия       | 2     |
| Франция        | 3     |
| Швейцария      | 6     |